# Jean Drucker
Pour les articles homonymes, voir Drucker.
Ne doit pas être confondu avec Jean Krucker.
Jean Drucker, né le 12 août 1941 à Vire (Calvados) et mort le 18 avril 2003 à Mollégès (Bouches-du-Rhône), est un dirigeant de télévision français.

## Biographie

### Famille, jeunesse et études
Les parents de Jean Maurice Drucker, d'origine juive ashkénaze, arrivent en France en 1925 et sont naturalisés en 1937. Son père, Abraham Drucker, est né à Davideni (ro), alors en Autriche-Hongrie, et sa mère, Lola Schafler, est viennoise.
Frère de l'animateur de télévision Michel Drucker et du professeur de médecine Jacques Drucker (et à ce titre oncle de l'actrice Léa Drucker), Jean Drucker a été l'époux de l'auteure Véronique Drucker, avec qui il a eu une fille, la journaliste et scénariste Marie Drucker, née en 1974. Il a été ensuite, de leur rencontre, en 1990, à sa mort, le compagnon de Valérie dite Anaïs Jeanneret, avec qui il a eu un fils, Vincent Drucker (né en 1998).
Jean Drucker est un élève brillant, né dans une famille où « l'excellence scolaire est un devoir sacré ». Il est admis à l'Institut d'études politiques de Paris (« Sciences Po »), et intègre l'École nationale d'administration (promotion Turgot, 1968). Il effectue son stage de l'ENA à la préfecture de Vesoul.

### Parcours professionnel
Après avoir été chargé de mission au ministère des Affaires culturelles d'André Malraux, il est attaché culturel à Téhéran.
Il commence sa carrière dans l'audiovisuel en 1970 comme conseiller technique du directeur général de l’Office de radiodiffusion-télévision française (ORTF). Il est nommé directeur des programmes de la première chaîne de télévision en 1971. En 1975, il devient directeur général de la Société française de production (SFP). Il entre dans la Compagnie luxembourgeoise de télédiffusion (CLT) en 1980, comme vice-président et directeur général de RTL.
Durant les années 1970 et 1980, il enseigne à l'IEP de Paris aux côtés de Raoul Ergmann.
Il est nommé PDG d'Antenne 2 en 1985, et fonde ensuite, en tant que PDG, Métropole Télévision qui devient M6 en 1987. Il en reste le PDG jusqu'en 2000, puis en devient le président du Conseil de surveillance, jusqu'à son décès.
Jean Drucker meurt le 18 avril 2003 à son domicile en Provence d'une crise cardiaque à la suite d'une forte crise d'asthme. Il est inhumé au cimetière de Passy.

## Hommage
Un studio portant son nom est inauguré en 2008 en présence du président de la République française Nicolas Sarkozy et de son frère Michel Drucker.